# Iredalea subtropicalis
Iredalea subtropicalis is een slakkensoort uit de familie van de Drilliidae. De wetenschappelijke naam van de soort is voor het eerst geldig gepubliceerd in 1915 door Walter Oliver.